# 李成名 (测绘学家)
李成名（1968年7月—），男，汉族，山东枣庄人。现担任中国测绘科学研究院副院长。

## 生平
1986年至1990年就读于武汉测绘科技大学（今武汉大学），获学士学位；1990年至1991年在山东省地质测绘院工作；1991年至1998年就读于武汉测绘科技大学（今武汉大学），先后获得硕士、博士学位。1999年起在在中国测绘科学研究院工作，先后任副研究员、研究员、副所长、所长、副院长。
李成名主持发明了“地形图非线性保密处理技术”。目前，中国大陆以保护国家安全为由，强制性要求在中国大陆提供服务的地图产品加入“地形图非线性保密处理技术”，去人为偏移GPS坐标。